# Aniya Wendel

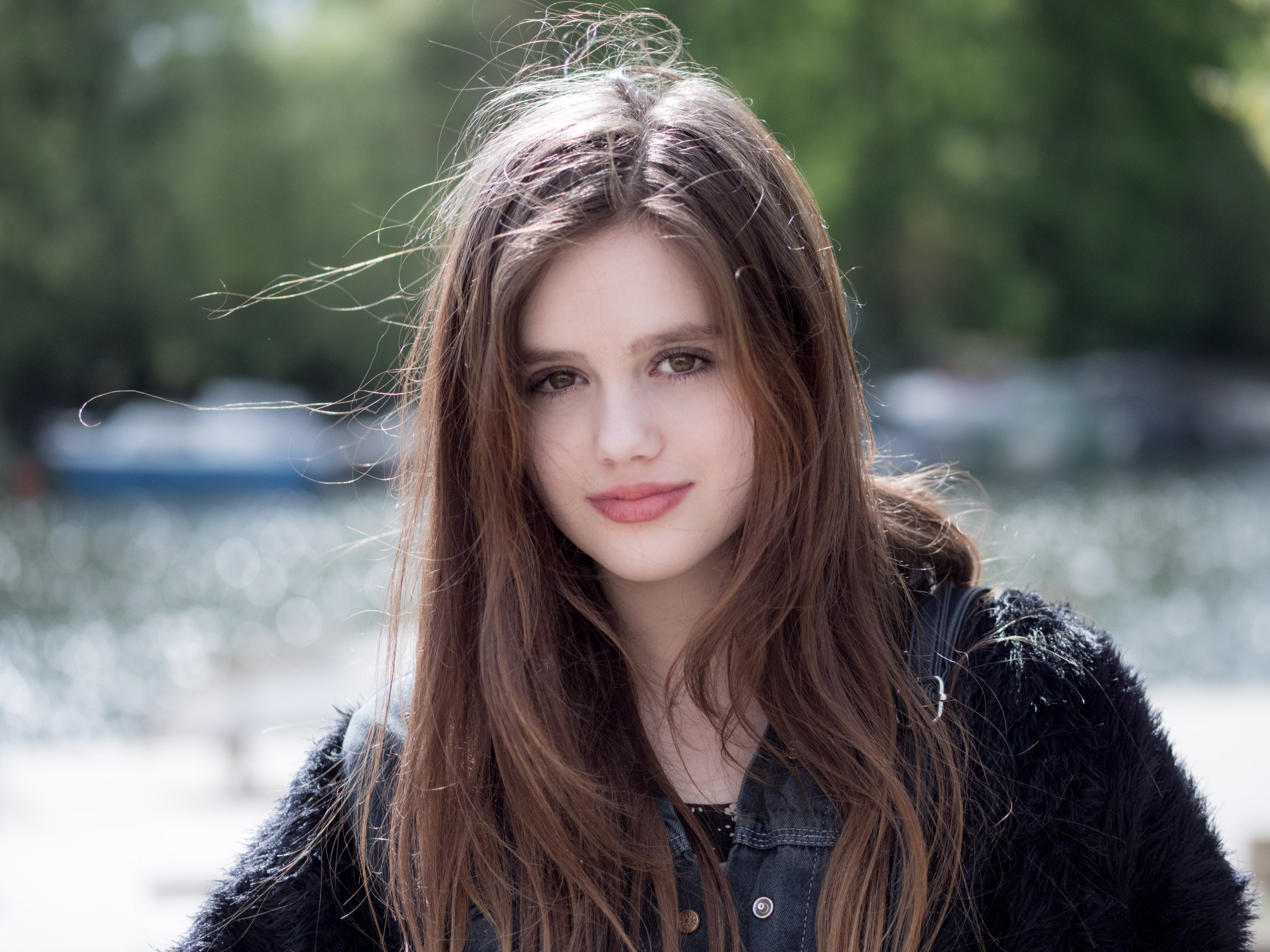
Aniya Wendel (2017)

Aniya Wendel (* 23. April 2001 in Berlin) ist eine deutsche Filmschauspielerin.

## Leben
Aniya Wendel erlangte 2016 Bekanntheit durch den Film Tschick von Fatih Akin. In der Verfilmung spielt Wendel die 14-jährige „Tatjana Cosic“ an der Seite von Tristan Göbel als „Maik“, Anand Batbileg und Mercedes Müller. 2017 bis 2020 wurde sie an der Schauspielschule Actorfactory in Berlin ausgebildet.
Seit 2018 verkörpert sie in der ZDF-Filmreihe Frühling die Halbwaise Nora Kleinke. Sie spielte auch in weiteren deutschen TV-Serienepisoden mit.

## Filmografie (Auswahl)
- 2016: Tschick
- 2018: Tatort: Zeit der Frösche
- seit 2018: Frühling (Fernsehreihe)
  - 2018: Mehr als Freunde
  - 2018: Wenn Kraniche fliegen
  - 2018: Am Ende des Sommers
  - 2019: Familie auf Probe
  - 2019: Lieb mich, wenn du kannst
  - 2019: Das verlorene Mädchen
  - 2019: Sand unter den Füßen
  - 2020: Liebe hinter geschlossenen Vorhängen
  - 2020: Keine Angst vorm Leben
  - 2021: Mit Regenschirmen fliegen
  - 2021: Ich sehe was, was du nicht siehst
  - 2021: Weihnachtsgrüße aus dem Himmel
  - 2022: Auf den Hund gekommen
  - 2022: An einem Tag im April
  - 2022: Alte Liebe, neue Liebe
  - 2022: Das erste Mal
  - 2022: Eine Handvoll Zeit
  - 2023: Kleiner Engel, kleiner Teufel
  - 2023: Das Geheimnis vom Rabenkopf
  - 2023: Flüsternde Geister
  - 2023: Lauf weg, wenn du kannst
  - 2024: Ein Zebra im Gepäck
  - 2024: Die verschwundenen Eltern
  - 2024: Wenn die Zeit stehen bleibt
  - 2024: Blick ins Morgen
  - 2024: Mit dem Feind im Bett
  - 2024: Holla, die Waldfee
- 2019: Letzte Spur Berlin (Fernsehserie, Episode Übergang)
- 2019: In aller Freundschaft (Fernsehserie, Episode Am Ende der Welt)
- 2019: Tierärztin Dr. Mertens (Fernsehserie, 2 Episoden)
- 2020: Der Lehrer (Fernsehserie, Episode ... wenn du quatschen willst, hol dir 'ne Nutte!)
- 2021: Tod von Freunden (Miniserie, Episode Emile)
- 2021: Gute Zeiten, schlechte Zeiten (Fernsehserie 2 Episoden)
- 2021: Ein starkes Team (Fernsehserie, Episode Gute Besserung)
- 2022: Liebesdings (Kinofilm)
- 2023: Gestern waren wir noch Kinder